# 北九州市主要地方道徳力葛原線
北九州市主要地方道徳力葛原線（きたきゅうしゅうししゅようちほうどう とくりきくずはらせん）は、福岡県北九州市小倉南区を通る市道（主要地方道）である。

## 概要
北九州市小倉南区徳力7丁目から北九州市小倉南区葛原東3丁目に至る。
北九州市小倉南区主要部の南側を東西に走り、国道10号と国道322号を結ぶ路線である。田川市方面と北九州市門司区・山口県下関市方面相互間の物流ネットワークの強化、北九州空港へのアクセス改善、小倉南区内の交通渋滞の緩和・交通安全などを目的として整備が進められ、2007年（平成19年）までに全線開通した。北九州都市計画道路5号線の一部であるが、都市計画道路5号線では山間部を長大トンネルで貫くルートで計画されており実現の見通しが立たないことから、未成区間は都市計画道路網の見直し対象に挙げられている。

### 路線データ
- 起点：北九州市小倉南区徳力7丁目（桜橋北交差点、国道322号交点）
- 終点：北九州市小倉南区葛原東3丁目（葛原東3丁目交差点、福岡県道25号門司行橋線交点）
- 総延長：7.6 km[1]

## 歴史
- 1984年（昭和59年）11月20日 - 徳力 - 堀越工区完成[5]。
- 1985年（昭和60年）1月9日 - 道路上に北九州高速鉄道小倉線（北九州モノレール）開業。
- 1988年（昭和63年）12月15日 - 津田 - 沼工区完成[6]。
- 1993年（平成5年）5月11日 -  建設省から、市道徳力葛原線が徳力葛原線として主要地方道に指定される[7]。
- 2004年（平成16年）3月27日 - 岳ノ観音トンネル（現・上り線）を含む区間が供用を開始し、全線開通[注釈 1][8]。
- 2007年（平成19年）9月5日 - 岳ノ観音トンネル（下り線）供用開始により全線が4車線で開通[9]。

## 路線状況

### 重複区間
- 福岡県道51号曽根鞘ヶ谷線（北九州市小倉南区津田1丁目 - 北九州市小倉南区津田新町3丁目）

### 道路施設

#### 橋梁
- 新竹馬橋（竹馬川、北九州市小倉南区）

#### トンネル
- 岳ノ観音トンネル[注釈 2]（下り線側）：延長566 m、2007年（平成19年）完成、北九州市小倉南区（NATM工法[10]）
- 岳ノ観音トンネル[注釈 2]（上り線側）：延長571 m、2003年（平成15年）完成、北九州市小倉南区（NATM工法）

## 地理
起点側の徳力・企救丘地区は都市再生機構（UR）志徳団地などが立地する住宅地である。起点の桜橋北交差点では国道322号と交差し、ここから東約1 kmにわたり本路線の上空を北九州高速鉄道小倉線（北九州モノレール）が走る。本路線上には志井駅と終点・企救丘駅が設置されており、企救丘駅の東の道路北側には車両基地が広がっている。車両基地を過ぎると間もなくJR九州日田彦山線をまたぎ（本路線に面して志井公園駅の出入口が設けられている）、志井公園を横目に進むと九州自動車道と東九州自動車道が連絡する北九州JCTの下を通過し、全長約570 mの岳ノ観音トンネルに至る。トンネルを抜け、農地と住宅地の混在する横代・長野地区をしばらく進むと、津田西交差点で国道10号（曽根バイパス）と平面交差する。津田西交差点を過ぎ、二級河川竹馬川を渡ると、JR九州日豊本線、福岡県道25号門司行橋線（旧国道10号・寺迫口交差点）、都市計画道路黒原飛行場線（寺迫口北交差点）を一気にオーバーパスし、終点の葛原東3丁目交差点に至る。道路はそのまま福岡県道25号門司行橋線となって門司区新門司地区方面に向かう。

### 通過する自治体
- 北九州市（小倉南区）

### 交差する道路
| 交差する道路                          | 交差する場所  | 交差する場所             |
| ------------------------------------- | ------------- | ------------------------ |
| 国道322号                             | 徳力7丁目     | 桜橋北交差点 / 起点      |
| 福岡県道257号井手浦徳力線             | 志井1丁目     | 志井郵便局前交差点       |
| 福岡県道51号曽根鞘ヶ谷線 重複区間起点 | 津田1丁目     |                          |
| 国道10号                              | 津田1丁目     | 津田西交差点             |
| 福岡県道51号曽根鞘ヶ谷線 重複区間終点 | 津田新町3丁目 |                          |
| 福岡県道25号門司行橋線                | 葛原東3丁目   | 葛原東3丁目交差点 / 終点 |

### 交差する鉄道
- 日田彦山線
- 日豊本線

### 沿線
- 志井郵便局
- 北九州高速鉄道小倉線（北九州モノレール）
  - 志井駅 - 企救丘駅
- JR九州日田彦山線 志井公園駅
- JR九州日豊本線 下曽根駅（終点付近）
- 北九州市立沼中学校（終点付近）